# Sint-Jeroenskerk (Noordwijk)
De Sint-Jeroenskerk is een rooms-katholieke kerk aan de Van Limburg Stirumstraat 24 in de Nederlandse plaats Noordwijk. 
De geschiedenis van de Sint-Jeroenskerk gaat terug tot het jaar 851. Volgens de overlevering landde Sint-Jeroen in dat jaar op het Noordwijkse strand en stichtte er een aan Sint-Maarten gewijde kerk. In 856 zou hij door Vikingen zijn gedood en onthoofd. Zijn lichaam werd in stilte begraven, maar werd honderd jaar later zonder hoofd teruggevonden, waarna het werd overgebracht naar de Abdij van Egmond. Op de plaats waar zijn lichaam werd gevonden werd een kerk gebouwd. Rond 1300 werd bij graafwerkzaamheden bij de kerk een schedel gevonden, waarvan direct werd aangenomen dat die aan Sint-Jeroen toebehoorde. De schedel werd als reliek in de kerk bewaard en in 1429 werd Noordwijk uitgeroepen tot bedevaartplaats voor Sint-Jeroen.
Tijdens de reformatie ging de oude Sint-Jeroenskerk over naar de protestanten. De schedel van de heilige werd mogelijk in veiligheid gebracht, maar is nooit meer teruggevonden. In 1834 werd een nieuwe katholieke kerk gebouwd. Deze waterstaatskerk zonder toren werd ontworpen door architect C. Dobbe en kostte fl. 30.000,-. In 1892 werd Noordwijk opnieuw tot bedevaartsplaats verheven, waardoor er behoefte ontstond aan een grotere kerk.
Architect Nicolaas Molenaar sr. ontwierp een driebeukige hallenkerk in neogotische stijl, met aan de voorzijde op de linkerhoek de toren met naaldspits. De nieuwe kerk werd tegen de oudere waterstaatskerk aan gebouwd, waarvan alleen de gevel werd afgebroken. Op 17 augustus (Sint-Jeroensdag) 1894 werd de eerste steen gelegd. In de eerste jaren werden het priesterkoor, het transept en de sacristie gebouwd. Pas in 1925-1926 werd de kerk geheel afgebouwd. De kruiswegstaties zijn van de hand van Jan Dunselman.
De kerk wordt tot op heden gebruik door de parochie "Sint-Jeroen en Maria ter Zee". Sinds 1999 staat het kerkgebouw als rijksmonument ingeschreven in het monumentenregister. Sinds 2011 is de parochiekern Sint-Jeroen en Maria ter Zee een onderdeel van de Sint Maartensparochie, die de kerkgemeenschappen ook in Noordwijkerhout, Voorhout, Sassenheim en Warmond onder zijn hoede heeft.

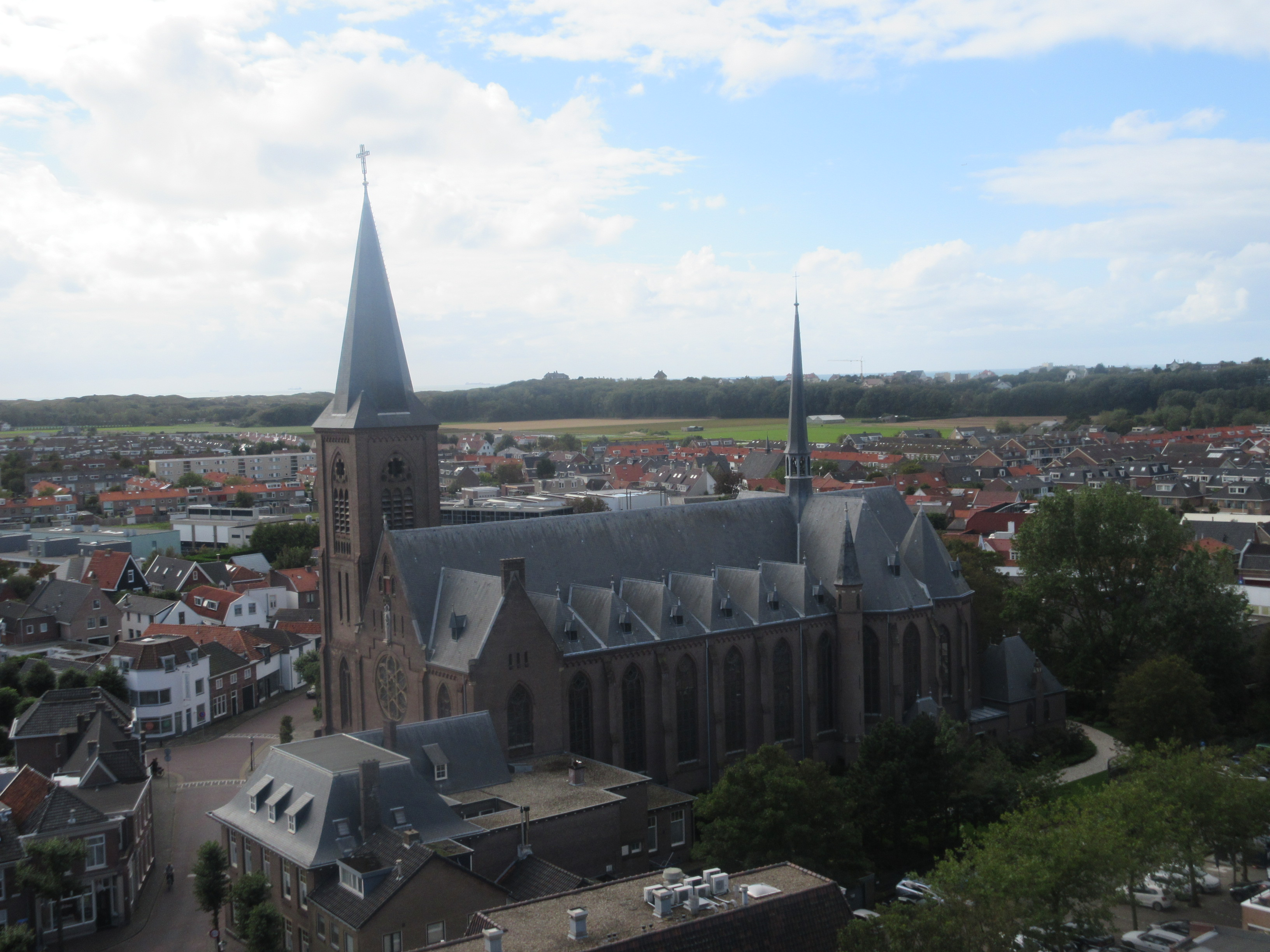
foto vanaf de Oude Sint-Jeroenskerk, 2015
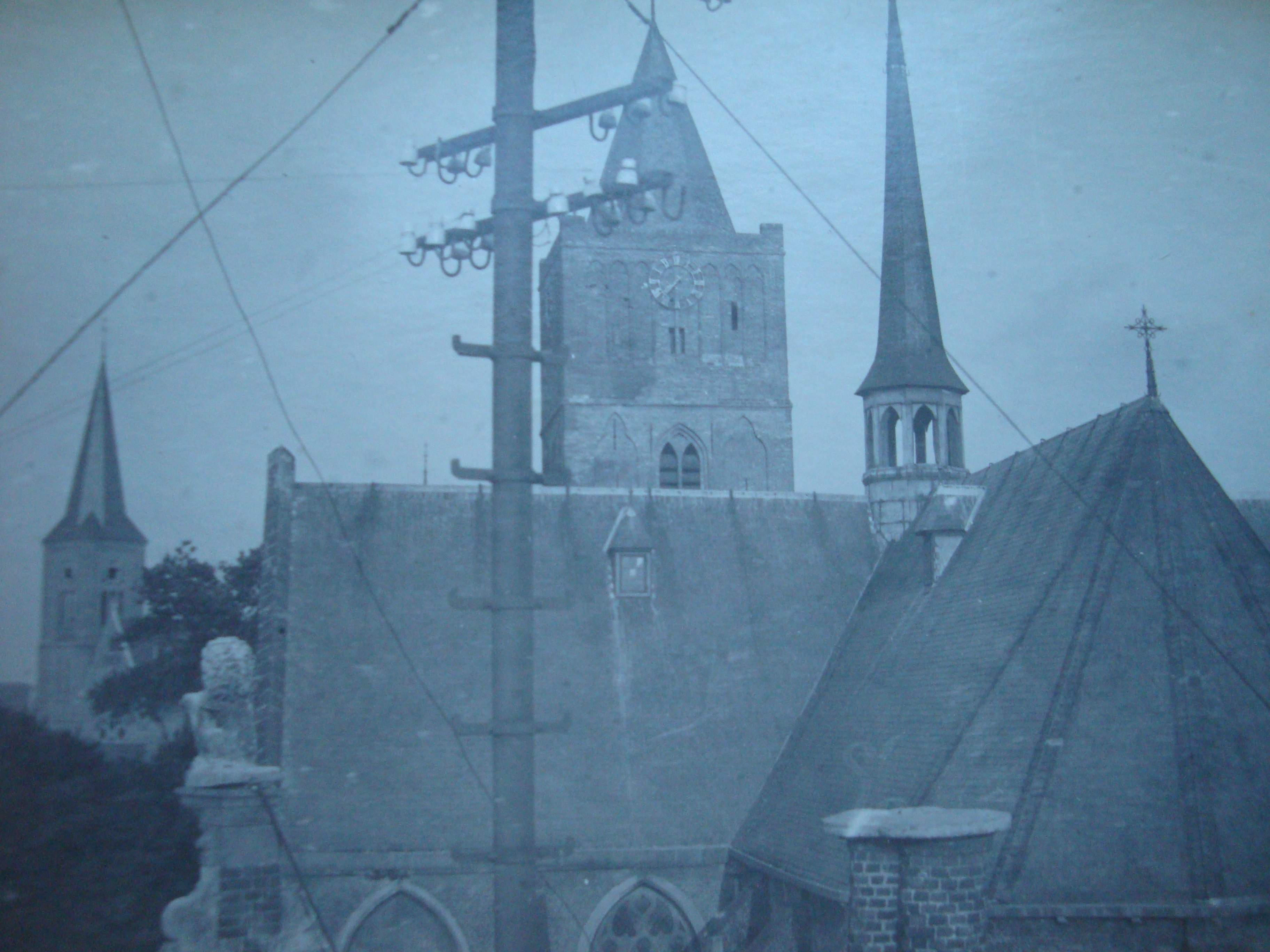
foto van de twee kerken, ontwikkeld in 1927, gemaakt in 1926.

## Bron
- Website kerk
- Beschrijving Rijksdienst voor het Cultureel Erfgoed
- Openmonumenten.nl RK Sint-Jeroenskerk[dode link]